# Storblomstret kodriver
Storblomstret kodriver (Primula vulgaris) er en 10-30 cm høj urt, der ligner hulkravet kodriver, men kronen er to til fire centimeter i diameter, bladene afsmalner jævnt mod basis og blomsterstilkene er over tre gange så lange som bægeret. Den vokser på fugtig muldbund i skove. Frøene har myrelegeme, så de bliver spredt af myrer.

## Beskrivelse
Storblomstret kodriver er en flerårig, urteagtig plante med rosetstillede blade. Mange dele af planten (bladribber, bladrande og blomsterstængler f.eks.) er dækket af korte hår. Bladene er smalt ovale eller omvendt ægformede med uregelmæssige, afrundede takker langs randen. Oversiden er rynket og lyst græsgrøn, mens undersiden er endnu lysere.
Blomstringen foregår i april-maj, hvor de korte blomsterstængler bærer en endestillet stand med ca. 20 blomster. Blomsterne er regelmæssige og 5-tallige med en sambladet bæger og en krone, der danner et sammenvokset rør med frie flige. Blomsterne er lysegule, men bliver grønlige hen mod visningstidspunktet. Frugterne er kapsler med mange, sorte frø.
Rodsystemet består af en kort jordstængel og et trævlet rodnet. Planten danner mykorrhiza med svampe af gruppen Glomeromycetes.
Højde x bredde og årlig tilvækst: 0,10 x 0,25 m (10 x 25 cm/år).

## Voksested
Storblomstret kodriver er udbredt i Nordafrika, Mellemøsten, Iran, Kaukasus og det meste af Europa, herunder i Danmark, hvor den dog er mest almindelig i Østjylland. arten er knyttet til let skyggede voksesteder på fugtig, nærings- og kalkrig muld. Derfor træffes den i løvskove, krat og enge samt i grøftekanter.
I Legind Bjerge på Mors findes Højriis Skov med en oprindelig skovbundsflora. Her vokser arten sammen med bl.a. alm. bingelurt, enblomstret vintergrøn, hvid anemone, liden guldstjerne, skovkohvede, skovmærke og hønsebær
| Portal | Portal:Botanik |

## Note
1. ↑  umbraco.morsoe.dkplan.niras.dk: Morsø Kommune: Landskabskarakterområde 15. Legind Bjerge